# Свадебный выкуп у славян

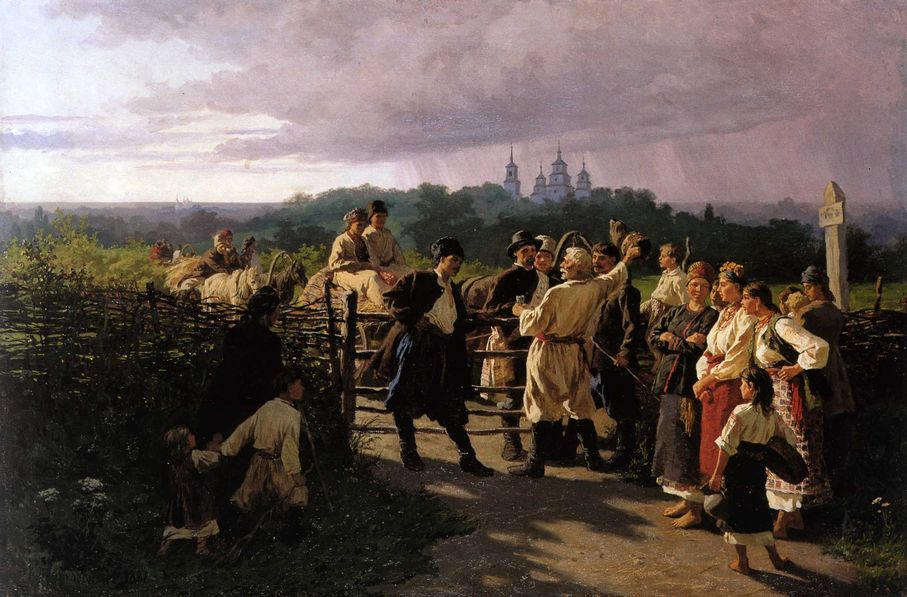
К. Трутовский. Свадебный выкуп. 1881

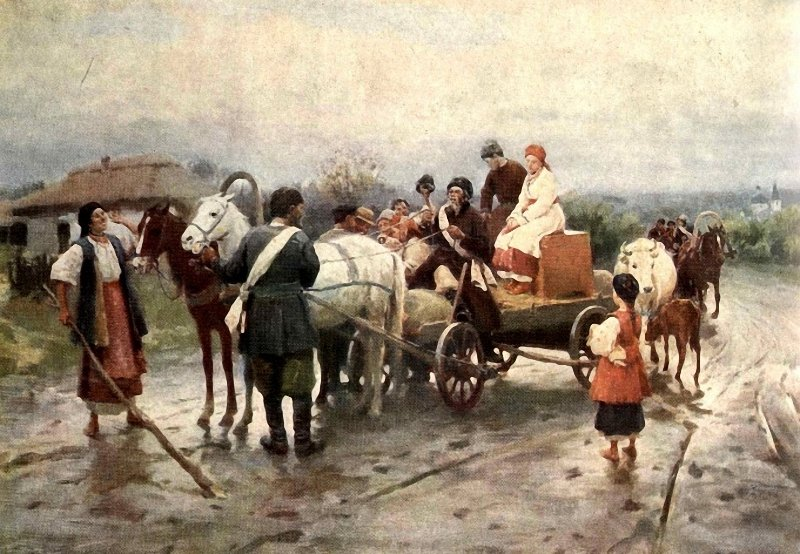
Н. К. Пимоненко. Выкуп невесты. 1908

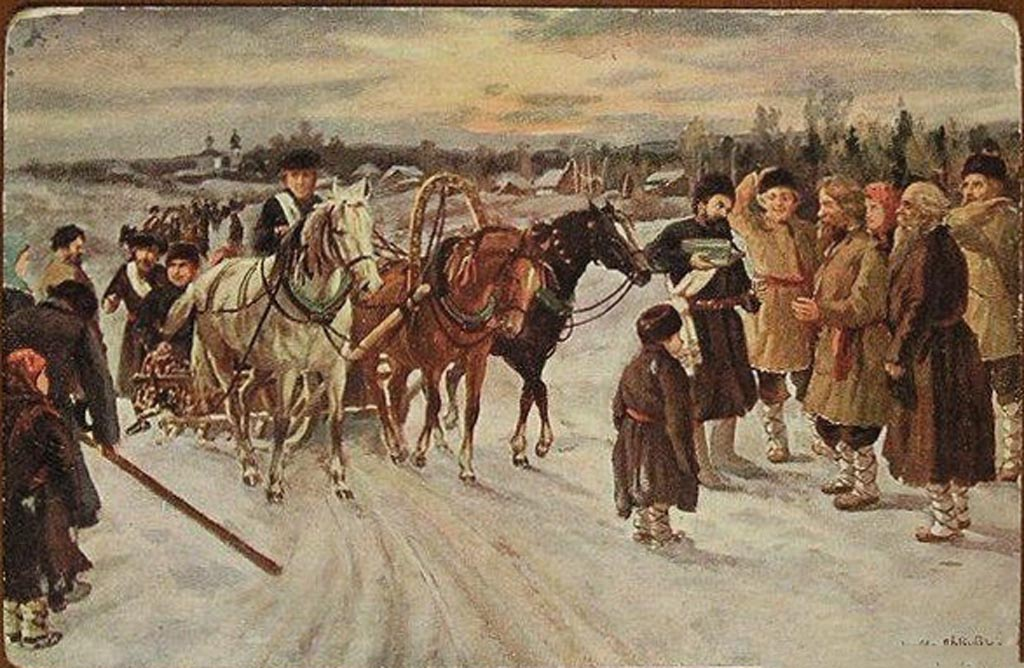
И. М. Львов. Деревенская свадьба. Выкуп дороги. 1912

Сва́дебный вы́куп у славя́н — славянский обряд, при котором обычно сваха, дружки, сам жених или гости вносят реальную или символическую плату (деньги, пища, полотно, рушник и т. п.) за выход невесты из дома, проезд «свадебного поезда», танец с невестой, при «похищении невесты» или её туфля на свадьбе.

## Традиционные варианты выкупа
В свадебном обряде ритуалы, связанные с выкупом, распространены на всех его стадиях. Выкупаются невеста и символ девичества — коса невесты, лента (с.-рус. красота), венок (бел.); приданое; свадебное знамя (ю.-слав.); право на проезд свадебного поезда (дорогу перекрывают брёвнами, камнями, верёвкой, цепью, лентой, снопами, столом с чарками); возможность входа в дом; место возле невесты за столом (в.-слав.); каравай; постель (в.-, з.-слав.); право брачной ночи. Кроме того, молодой платит за угощение и дары после брачной ночи.
Чаще всего сваха, братья, дружки или сам жених выкупают что-либо у брата, подруг, отца, матери невесты. Приезжая за невестой, жених находил двери запертыми и должен был платить выкуп (вратарину — ю.-серб.). Если выкуп мал, вместо невесты жениху выводили другую девушку (луж.). Нередко жениху предлагали узнать свою невесту среди переодетых девушек и выкупить её (ц.-рус.). При этом требование выкупа формулировалось в виде загадки, например просили кашу, сваренную без огня (то есть мёд), и т. п., постепенно усложняя задания для жениха и дружки (чеш.). Парни и женатые мужчины платили выкуп за танец с невестой (пол.). Известен также выкуп жениха: во время сватовства подруги невесты не отдают его свахам без выкупа (рус.). В Моравии (Горняцко) у молодожёнов ночью выкрадывают вещи, требуя за них утром выкуп.

## Бранье
Бра́нье — обряд передачи невесты дружкам и жениху «с рук на руки одному гостю навеки», включающий: встречу поезда, вывод невесты и проводы к венцу.
В доме как жениха, так и невесты велась подготовка к бранью. Сваха и родственники жениха украшали ещё с вечера свадебный возок; утром мать чесала сыну кудри — он тоже прощался со своей холостой жизнью. Чтобы уберечь парня от сглаза, крёстная мать иногда сажала его на квашенку, крестообразно вырезала из головы по пучку волос и подпаливала места срезов. Одевали жениха, как и невесту, во всё новое — рубаху, вышитую невестой, пояс, сотканный ею же.
Невеста перед браньем прощалась с подругами, с родительским домом. Собственно свадьба начиналась с приезда «свадебного поезда», гостей со стороны жениха на лошадях к дому невесты. Во многих традициях сваха невесты перед приездом свадебного поезда мела дорогу перед домом.
Прежде, чем войти в дом, «поезжане» должны были преодолеть ряд препятствий. В древности во время бранья устраивались кулачные бои между родами жениха и невесты, в ходе которых родственники невесты, оказав символическое сопротивление родне жениха, сдавались.
Классические выкупы невесты: продажа косы, выкуп наряженного репейного куста (Самарская область) популярны и в наши дни.

## Современный выкуп невесты

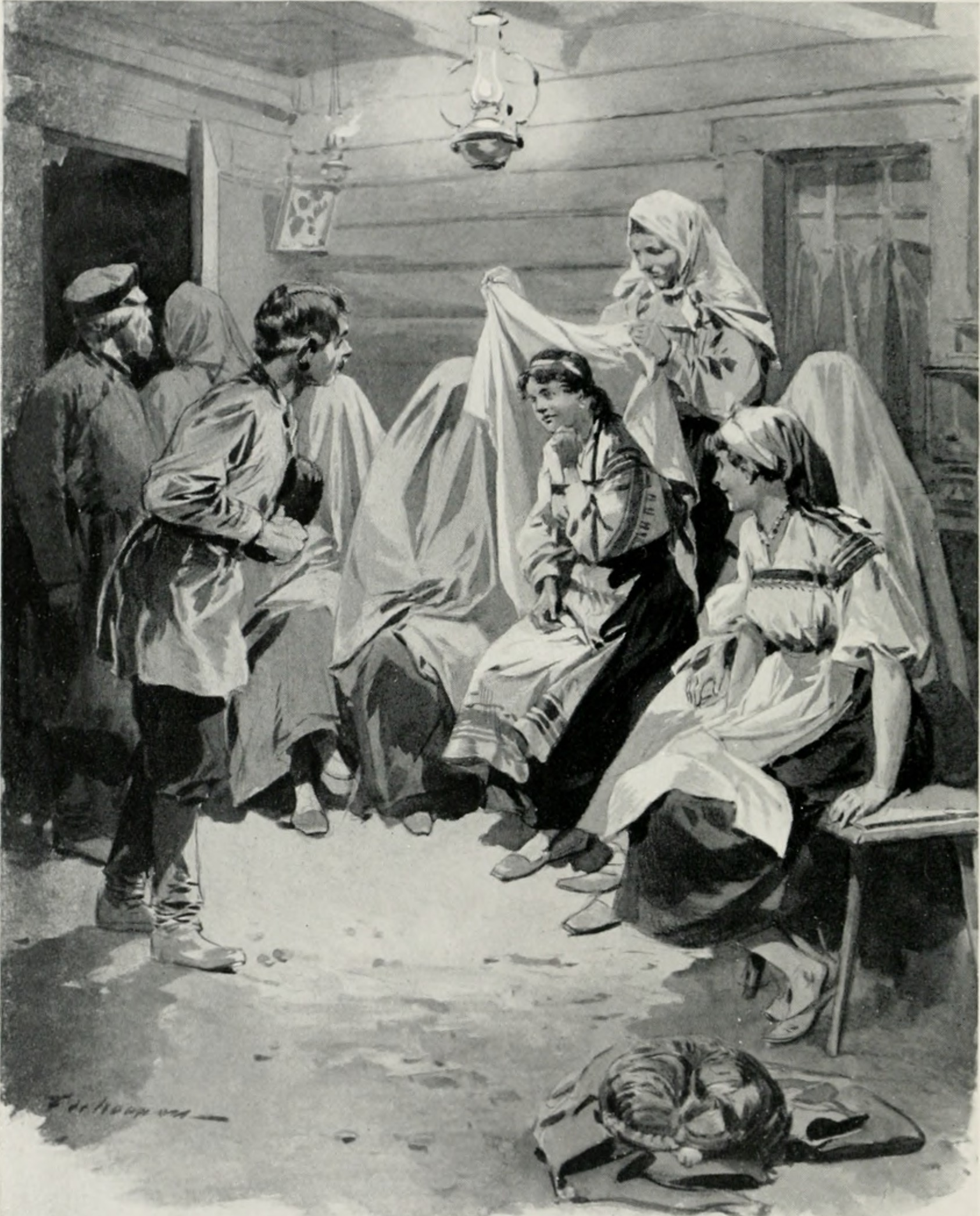
Фредерик де Ханен Угадывание невесты (ок. 1913)

В настоящее время место выкупа уже жёстко не привязано к месту жительства невесты. Выкуп может проходить по соображениям удобства из дома бабушки (или других родственников) или даже из «захваченного» дома жениха, если молодые давно живут вместе.
Современный выкуп проводят, как правило, родные сёстры, братья и гости со стороны невесты. По некоторым поверьям, выкуп должна проводить свидетельница. Заключается выкуп невесты в последовательных шуточных конкурсах, за невыполнение которых взимается дань (деньги, конфеты, шампанское). Современные невесты и её подруги стараются придумать интересные и разнообразные сценарии выкупа, часто выкупы бывают тематические и относятся к интересам будущей супружеской пары.
В ходе выкупа преодолевать «препятствия» помогает свидетель и/или друзья жениха.
Как правило, современный выкуп проводится на лестничной клетке от первого этажа до дверей квартиры невесты.
Классическими современными шуточными конкурсами на выкуп считаются:
- узнавание невесты по её детским фотографиям (из смеси с чужими фотографиями)
- называние ласкового слова или качества невесты на каждую ступеньку одного из лестничных пролетов
- определение того, что означают цифры на листах, разложенных на ступеньках или развешенных по стенам (обычно это даты рождения невесты, тещи, номер квартиры невесты, день знакомства и т. п.)
- выбор из отпечатков губ на листах бумаги отпечатка губ своей невесты

и другие.
Кроме того, проводятся конкурсы-лотереи, где всё зависит только от удачливости жениха. Например:
- выбор из трех обувных коробок той, что со свадебной туфлей невесты (при ошибке за вторую и третью попытки нужно будет «откупаться»)
- выбор из нескольких ключей того, который от комнаты невесты
- выбор из нескольких шариков того, где имя невесты
- выбор из нескольких веревок той, что привязана к невесте (а не к плюшевой игрушке, например)

и другие.
В ходе выкупа стороне жениха разрешается слегка жульничать и выполнять задания более простыми или не совсем честными способами. Мешать этому не принято, ибо если само задание позволяет трактовать его неоднозначно — это не вина «штурмующих». Тем более, что такое поведение было характерно и для более ранних свадеб, когда подружкам невесты выдавалась бумажка с надписью «сто тысяч» вместо настоящих денег с присказкой: «Мы предложили — вы согласились. А коли вам наши деньги не нравятся, так мы в том не виноватые!»
Последним действием выкупа обычно является выкуп возможности спуститься невесте с табуретки, на которой она стоит в ожидании жениха. Платится этот выкуп обычно тёще. Снимая невесту с табуретки, жених целует её, и с этого момента церемония выкупа считается законченной.